# Comunitat d’aglomeració del Pays de Meaux
La Comunitat d'aglomeració del Pays de Meaux (oficialment: Communauté d'agglomération du pays de Meaux) és una Comunitat d'aglomeració del departament de Sena i Marne, a la regió de l'Illa de França.
Creada al 2017, està formada per 22 municipis i la seu es troba a Meaux.

## Municipis
1. Barcy
2. Chambry
3. Chauconin-Neufmontiers
4. Crégy-lès-Meaux
5. Forfry
6. Fublaines
7. Germigny-l'Évêque
8. Gesvres-le-Chapitre
9. Isles-lès-Villenoy
10. Mareuil-lès-Meaux
11. Meaux
12. Montceaux-lès-Meaux
13. Monthyon
14. Nanteuil-lès-Meaux
15. Penchard
16. Poincy
17. Saint-Soupplets
18. Trilbardou
19. Trilport
20. Varreddes
21. Vignely
22. Villenoy